# Crédit Uruguay Banco
El Crédit Uruguay Banco (antiguo Banco Acac) fue una institución bancaria de Uruguay que operó entre 2004 y 2010.

## Historia
En 1998 la Cooperativa ACAC  en alianza con el grupo francés Crédit Agricole fundó el Banco ACAC. En el 2004 la cooperativa  resolvió vender su participación accionaria en el Banco, y desde ese momento el Grupo Crédit Agricole pasó a ser el propietario del 100% de las acciones del mismo comenzando a operar bajo la denominación de Crédit Uruguay Banco.
En el año 2010 es adquirido por el Bilbao Vizcaya Argentaria de Uruguay. Al cierre de sus actividades en diciembre de 2010  registró un volumen de cartera de créditos con una suma de 12.436 millones de pesos. En recursos de clientes alcanzó una cifra de 24.574 millones de pesos.